# Аталанта (Эсхил)
«Аталанта» (др.-греч. Ἀταλάντη) — трагедия древнегреческого драматурга Эсхила (первая половина V века до н. э.) на сюжет, взятый из аркадского или беотийского мифологического цикла. Её текст полностью утрачен.

## Сюжет и судьба пьесы

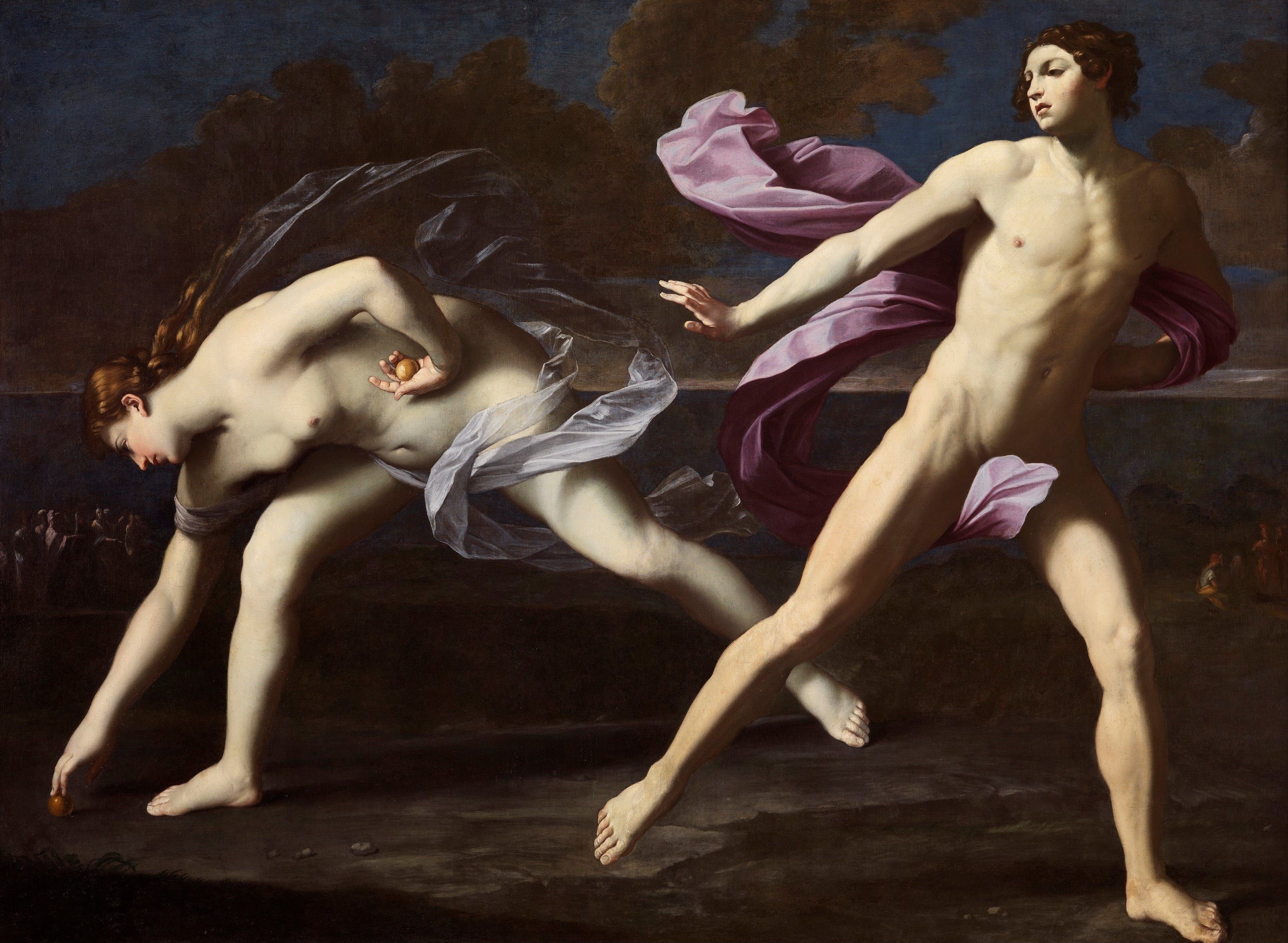
Гвидо Рени. Состязание с Гиппоменом. Приблизительно 1612 год. Прадо. Мадрид

Заглавная героиня трагедии — персонаж греческой мифологии, связанный с Аркадией и Беотией. Она фигурирует в двух значимых эпизодах, и Эсхил мог выбрать один из них для своей пьесы (точной информации об этом нет, так как текст трагедии утрачен). В беотийском мифе Аталанта не хотела выходить замуж, а потому для её женихов устраивалось состязание в беге: они должны были убежать от своей невесты. Аталанта догоняла каждого и убивала. Так продолжалось, пока Гиппомен не перехитрил её с помощью Афродиты. Он ронял во время бега подаренные богиней золотые яблоки, и Аталанта останавливалась, чтобы поднять их и рассмотреть. Гиппомен женился на ней, но позже боги превратили их во львов из-за того, что они занимались любовью во святилище.
Другой миф об Аталанте связан с калидонской охотой. Аталанта первой поразила вепря стрелой, и Мелеагр присудил ей шкуру зверя. Это стало причиной распри между Мелеагром и его родичами.
В сохранившихся источниках ничего не сообщается о составе драматического цикла, в который Эсхил включил «Аталанту». Исследователи относят эту трагедию к условному циклу «Драмы о старших героях» вместе с «Афамантом», «Сизифом-беглецом», «Ниобой» и другими пьесами. Текст «Аталанты» полностью утрачен, из-за чего невозможно что-то сказать о сюжете и стиле пьесы.